# 1969年の日本の女性史
1969年の日本の女性史（1969ねんのにほんのじょせいし）は、1969年（昭和44年）の日本における女性に関するできごとを時系列的に挙げる。参考文献は日本の女性史年表を参照のこと。
本項目は歴史研究としての女性史ではなく、日本における女性に関するできごとをある体系に基づいて述べようとするものではない。

## 1-3月
- 1月6日 羽田税関に日本の空港初の女性検査官登場、小早川規子、佐藤英子ら11人
- 1月19日 国立衛生研究所、若い女性はスタイルを気にし過ぎて栄養失調寸前、また中年女性は食べ過ぎによる成人病が急増と警告
- 1月24日 地婦連、北方領土問題連絡協議会に正式参加
地婦連・日青協等45団体共催で北方領土返還国民大会、2000人参加
- 2月3日 沖縄ゼネストに連帯し基地撤去を要求する婦人集会、日本婦人会議主催
前年11月19日、嘉手納基地でB52戦略爆撃機が墜落。この年2月、これに抗議してゼネストが行われ、嘉手納基地で5万人参加の抗議集会がもたれた。
- 2月7-8日 全国婦人都市問題懇談会、神戸市婦人団体協議会呼びかけ、テーマ「公害」「働く婦人の問題」。婦人が働くことの評価をめぐって意見が分かれた。
- 2月11日 戦争準備の思想攻撃に反対する中央集会、紀元節問題連絡会議主催、1800人参加。紀元節問題連絡会議は婦民・新婦人・日本婦人会議など参加
- 2月13日 日本教職員組合婦人部、「育児休暇法案」について衆参婦人議員と懇談会、法案への協力を依頼
- 2月14-15日 第5回内職大会、総評主婦の会主催
- 2月15日 最賃制確立家内労働法制定全国集会
- 2月17日 歴代の3婦人少年局長山川菊栄・藤田たき・谷野せつ、労働大臣に婦人少年局の廃止反対を申入れ
- 2月28日 都教組婦人部、妊娠中の女子教職員の朝夕30分ずつの勤務時間短縮を勝ち取る。
- 2月- 全国繊維産業労働組合同盟（現・UIゼンセン同盟）定期大会、「工場の塀の中にある寄宿舎は、寄宿舎と工場との間に塀を作り、工場の構外とする」要求をかかげる。
- 3月3日 宮崎県農業協同組合婦人部連絡協議会、「米一升(ひとます)運動」によって得た資金で購入した子宮がん検診車「はまゆう号」を宮崎県対ガン協会へ寄贈
- 3月6-7日 全国婦人の集い、同盟系36婦人団体主催、共働き婦人のための環境整備促進など決議
- 3月8日 日本社会党、出産手当法案（出産費全額国庫負担法案）提出、審議未了に終わる。
3月14日 出産費・児童手当を国に要求する連絡会、婦民・日本婦人会議等主催、ビラまき、署名運動等
- 3月8日 国際婦人デー中央集会、5000人参加、全国各地で記念集会・デモ
- 3月22-24日 第14回はたらく婦人の中央集会、総評中心、1694人参加
- 3月24日 宮崎県延岡市旭化成レーヨン工場で下請け作業中の2人のパート婦人労働者がベルトコンベアに巻き込まれて死亡。パート労働者が有害危険業務に従事している実態が明るみに出た。

## 4-6月
- 4月1日 東京都、育児時間の請求期間を3ヶ月延長し15ヶ月認める。労働基準法では12ヶ月。
- 4月5日 フジテレビ労働組合、女子25歳定年制で東京都地方労働委員会に斡旋を申請、リボン闘争を実施。
リボン闘争とは、労働争議に際して組合員が「闘争」とか要求事項等を書いたリボン等を制服に装着して労働に従事する闘争形態のこと。これについては、リボン等の装着だけでは業務の運営が直接に阻害されることはないので法的な問題は無いという見解と、使用者の施設と勤務時間を利用した労働組合活動であり違法という見解とがある。
- 4月6日 沖縄母子福祉大会、400人参加、沖縄母子福祉会発足
- 4月8日 三井銀行本店勤務の女子行員、国鉄電車に飛び込み自殺、職務評定とそれに基づく差別賃金を苦にして
- 4月10-16日 第21回婦人週間「婦人の能力を生かす--自主的な生活設計をもって」
- 4月15日 地婦連、LPガスで行政・業者・消費者の三者懇談会開催
LPガス、全国世帯の約半数に普及
- 4月16日 主婦連、厚生省に着色野菜の取締りを要望
12月1日 野菜の漂白全面禁止など食品行政の改善について陳情
- 4月20-21日 第14回はたらく婦人の中央集会、婦人団体連合会（婦団連）中心、「すべての婦人にまともな仕事と生活を」「はたらく婦人の団結で安保廃棄・沖縄全面返還を」、延4000人参加
- 4月- 日本婦人会議、食品総点検運動
- 5月3日 日本経済新聞、パート主婦の出勤率や定着度を高める目的で、企業の労務管理面での新しい対策事例を紹介、送迎バス・保育所・電気洗濯機の備え付けなど
- 5月9日 朝日新聞、東京都小平保育園での保育時間延長を望む父母と、労働強化を理由にこれに反対する保母との対立記事掲載
この頃、長時間保育をめぐる論議盛ん
- 5月20日 警視庁防犯部初の婦人警部誕生、高松春子
- 6月7日 全国農協婦人団体連絡協議会(農婦協)、日本生活協同組合連合会を訪問し、生産者米価について意見交換
- 6月7-8日 婦民第23回大会、機関紙『婦民新聞』(2月11日付)掲載の井上清発言に対する日本共産党機関紙『赤旗』(4月8日付)掲載の「婦民新聞の反共記事について」と題する記事をめぐって紛糾
- 6月11日 大洋漁業（現・マルハ）、45歳以上の男子と35歳以上の女子および既婚婦人の人員整理案を出す。 6月30日　指名解雇は撤回
- 6月12日 琉球政府、立法院に売春防止法制定を勧告
- 6月14-17日 第6回世界婦人大会、ヘルシンキで。婦人団体連合会（婦団連）・新婦人・東京保育問題連絡会などの代表5人出席。「ベトナムの母と子に保健センターを」と婦人の国際共同行動を呼びかけ
- 6月16-17日 日本事務能率協会（現・日本経営協会）、「限りなき企業の前進と女性の能力開発をめざして」をテーマにウーマンパワー開発と活用全国大会開催、男性の職場への女性の進出状況報告
- 6月23日 インドのインディラ・ガンディー首相来日

## 7-9月
- 7月1日 東京地方裁判所、東急機関工業（現・日産工機）事件で女子若年定年制を無効とする初の判決
同社の従業員志賀穂子が起こした男子55歳・女子30歳の若年定年制の労使協定の効力を争う裁判で、東京地裁は、協定は憲法14条の平等取扱い及び労働基準法の趣旨に反する著しく不合理なもので，民法90条の公序良俗違反として無効とした。この後、男女差別定年制の年齢差を争う裁判はすべて会社側が敗訴し、1981年の日産自動車事件で判例上の決着がついた。
- 7月16日 東京地方裁判所、主婦の交通事故損害賠償に対し、60歳までの主婦の家事労働は経済的に評価するが、61歳以上はタダとみなすと判決
- 7月17日 厚生省に児童手当審議会設置、委員17人中女性は田辺繁子・波多野勤子の2名
- 7月29日 「安くて美味しいお米を配給で買う懇談会」発足、新婦人・日本生活協同組合連合会・総評婦人の会・日本婦人会議・ 婦民参加
- 7月30日 地婦連、日用品の過大包装調査結果発表
- 8月4日 人口問題審議会、再生産力低下を問題視、「日本女性は平均2.1人の子どもを産む必要あり」と中間報告
- 8月5日 地婦連等、北方領土現地視察
- 8月15日労働省婦人少年問題審議会、「女子パートタイム雇用の対策」を提出
- 8月17-18日 第15回日本母親大会、「乳児・幼児・学童の保育施設の増設」「沖縄返還」など38項目の決議を採択、80団体1万3000人参加
- 8月19日 日本婦人会議、日本母親大会への不参加を声明
日本教職員組合、母親大会への積極的な参加を指示。母親大会実行委員会、「統一の立場を堅持して行う」態度を声明。総評婦人組織も「従前通り参加する」ことを確認
- 8月21日 静岡県職員組合、看護婦の産後6ヶ月の夜勤免除などを獲得
- 8月21日 日本航空に初の女性課長誕生、滝田あゆち
- 8月26日 婦人団体議会活動連絡委員会、国会議員調査研究費免税反対を申入れ
- 9月4日 大阪府教職員組合婦人部など、沖縄奪還・安保廃棄・ベトナム反戦で婦人だけのデモ
- 9月6日 主婦連・地婦連、競輪収益金の受入れに反対して日本消費者協会理事を辞任
- 9月8日 大阪地方裁判所、家庭婦人の家事労働評価に際し家政婦の賃金を基準として算定
京都地方裁判所、パートタイマーの賃金を基礎とする判決
- 9月9日 労働省、託児所20ヶ所、働く婦人の家13ヶ所の増設計画を決定
- 9月9日 カネミライス油症患者を守る婦人懇談会、200人参加、日本婦人会議呼びかけ
- 9月15-24日 労働省婦人少年局、第17回働く婦人の福祉運動、目標「近代的婦人労働観の確立を図る--働く婦人の能力を生かすために」、婦人職場指導者セミナー開催
- 9月19日 主婦連、公正取引委員会の委託でジュース類の抜取り検査、オレンジジュース50本のうち10本、パインジュース50本のうち19本は単なる色つき水と判明。"うそつき商品"など問題化
- 9月30日 教育課程審議会、高等学校教育課程について答申。文科・理科・教養・家庭などの6コースに分ける能力別教育、柔道・相撲などで”たくましい男”を、家事・育児の学習を通じて”やさしい女”をと、男女それぞれの特性に応じた教育の必要性を強調

## 10-12月
- 10月29日 厚生労働省労働基準局、頸肩腕症候群の業務上認定基準を都道府県労働基準局長に通達
- 10月30日 婦人団体議会活動連絡委員会、各党の国会正常化案を聴く会を開く
- 10月.- 東京都、パートタイマー雇用促進月間実施、団地やデパートで、出張職業相談・実務講座等を開催、「主婦の能力を活用しよう」を呼びかけ
- 11月5日 労働省、第1回農村婦人問題専門家会議、近年増加しつつある農村婦人の農外就労に伴って発生する諸問題の検討、農村婦人に必要な施策の方向づけが目的
- 11月6日 大阪地方労働組合評議会婦人協議会、安保・沖縄婦人討論集会、100人参加
- 11月12日 日本キリスト教婦人矯風会、佐藤栄作首相の訪米に際し沖縄返還に関する要望書提出
- 11月15日 婦民、母親連絡会を脱会
- 11月21日 全専売（現・全たばこ労働組合）、工場の統廃合・2交替制導入に反対し盛岡・金沢・品川3拠点で2時間反合理化ストライキ。2交替制は既婚婦人の職場閉め出しにつながるとして婦人労働者が運動の中心となった。
- 11月28日 食品行政にもの申す婦人集会、カネミライス油被害者を守る婦人懇談会・17婦人団体・消費団体主催
- 11月28日 寡婦福祉資金貸付制度創設記念全国母子福祉大会、厚生省・全国社会福祉協議会（全社協）・全国未亡人団体協議会共催、1100人参加
- 12月3日 全日本婦人連合会創立、会長竹内茂代
- 12月5日 民間放送の経営者団体である日本民間放送連盟、労働省に労働基準法適用除外の拡大に関する要望書提出。プロデューサーなど放送関係婦人労働者の時間外労働の制限緩和・休日・深夜労働を要望
- 12月12日 明るく正しい総選挙推進全国婦人代表の集い、明るく正しい総選挙推進協議会主催
- 12月19日 経済審議会労働力研究委員会報告「労働力需給の展望と政策の方向」、若年労働力不足を家庭婦人によって補うことなどを強調
- 12月24日 福岡高等裁判所、離婚訴訟で妻に慰謝料200万円、財産分与2000万円を支払えと判決、離婚訴訟で妻の"内助の功"が2000万円を超えたのは日本で初めて
- 12月27日 第32回衆議院議員総選挙、婦人8人当選。　投票率女69.12％、男67.85％、衆院選挙で初めて婦人の投票率が男子を上回る
- 12月- 島根県農協婦人組織、農夫症対策協議会を発足させる。
- 12月- 電々公社、短時間制臨時雇用制を実施
- 12月- 岐阜県重井農協婦人部、近江絹糸（現・オーミケンシ）・東邦レーヨン（現・東邦テナックス）と提携して農村婦人への内職あっせん
- 12月- 地婦連、公正取引委員会の依託で二重価格表示に関する実情調査（～1970,1）、驚くべき割引きの横行浮きぼり

## この年
- ソニー厚木工場、労働者4000人のうち1/3以上はパート主婦。パートすでに基幹的・恒常的な労働力に
- 赤ちゃん受難、年末より捨子増える
- 東京都内を中心に女子学生用マンションが増加
- OL達に旅行熱が急上昇、海外渡航女性が10万人を超える。
- 家族法に関する意識調査、法務省による、夫の収入に妻の内助の功が含まれていると思う者71％、夫の収入は夫婦の共有財産と思う者87％
- 婦人の社会に関する世論調査、内閣広報室による、「新聞の政治・経済・社会面記事をよく読む」女性12％（男性36％）、「女性が家庭にとじこもらず社会と結びついたことをした方がよいと思っている」女性57％（男性49％）など
- 学校基本調査、文部省による、女子の高校進学率（79.5％）初めて男子（79.2％）を上回る
- 小学校の女子教員、全体の50.3％、5割を超す。最高は福岡県62.1％、最低は長野県24.7％
- 1968年度厚生白書、出生率を高め、親の養育費負担を軽くするため児童手当の創設と母子保健・保育対策の充実などを構想
- 労働省婦人少年局「内職就業基本調査報告」、1968年10月現在、内職就業者数280万6000人、277万世帯、8軒に1軒の割合、うち女子が98.2％を占める